# Бетани (Индијана)
Бетани (енгл. Bethany) град је у америчкој савезној држави Индијана.

## Демографија
По попису из 2010. године број становника је 81, што је 13 (-13,8%) становника мање него 2000. године.
| Група             | 2000.      | 2010.      |
| Белци             | 93 (98,9%) | 76 (93,8%) |
| Афроамериканци    | 0 (0,0%)   | 0 (0,0%)   |
| Азијати           | 0 (0,0%)   | 0 (0,0%)   |
| Хиспаноамериканци | 0 (0,0%)   | 1 (1,2%)   |
| Укупно            | 94         | 81         |